# 우크라이나 공산당 (소련)
우크라이나 공산당(우크라이나어: Комуністична партія України; 러시아어: Коммунистическая партия Украины)은 우크라이나 소비에트 사회주의 공화국의 창당 및 집권당으로 소련 공산당(CPSU)의 공화국 지부로 운영되었다.
1918년 러시아 소비에트 연방 사회주의 공화국 모스크바에서 우크라이나 공산당(CP(b)U)으로 창당된 이 정당은 소련과 소련 시절 우크라이나에서 유일한 집권당이었다. 반볼셰비키 우크라이나 인민공화국은 사회주의 이념의 정당을 가지고 있었지만, 우크라이나 공산당은 우크라이나의 러시아 볼셰비키 정당인 RSDRP(b)-우크라이나 사회민주주의에서 탄생했다. 1952년, 우크라이나 공산당이 되었다.
다른 모든 CPSU 공화당 지부와 마찬가지로 당 법령에 따라 블라디미르 레닌과 카를 마르크스의 글에 기초한 마르크스-레닌주의 이념을 고수하고 이오시프 스탈린 아래 공식화되었다. 그 당은 모든 산업이 국유화되고 명령 경제가 도입된 국가사회주의를 추구했다. 1929년 중앙 계획을 채택하기 전에, 레닌은 1920년대에 전시공산주의의 비참한 경험 이후 소련 경제에 특정 자본주의 요소를 도입할 수 있도록 허용한, 흔히 신경제정책이라고 불리는 혼합 경제를 도입했다. 이 사건은 1991년 8월 26일 우크라이나 의회가 "우크라이나 공산당 지도부가 모스크바에서 쿠데타를 지지했다"는 사실을 근거로 우크라이나 공산당의 활동을 중단하고 8월 30일 금지할 때까지 계속되었다. 1991년 공산당의 금지령에 따라 우크라이나 공산당이 탄생했다. 우크라이나 사회당에 가입하지 않은 우크라이나 전역의 다른 공산주의 조직들의 노력으로 인해, 우크라이나 공산당은 1993년 러시아어를 사용하는 도네츠크에서 독립 우크라이나의 공산당으로 재창당했고, 모스크바에서 공산당 연합 - 소련 공산당에 가입했다. 사회당에 입당한 일부 당원들은 재창당 후 새 정치 실체에 합류했는데, 그 중 가장 주목할 만한 사람은 아담 마르티뉴크였다. 1991년 당에 대한 제재 이후, 당은 모체 조직(소련 공산당)과 유사한 방식으로 붕괴되었으며, 민주적 플랫폼과 지역간 부단체와 같은 주요 편차의 구성원들이 별도의 정치적 실체로 재구성되었다. 금지는 2001년까지 지속되었고 2002년 5월에 구당이 1993년 우크라이나 공산당으로 통합되었다. 2014년 존엄의 혁명 이후 우크라이나 영토의 모든 공산당은 불법화되고 금지되었으며, 이데올로기는 범죄화되었다.